# Beamud
Beamud – gmina w Hiszpanii, w prowincji Cuenca, w Kastylii-La Mancha, o powierzchni 23,86 km². W 2011 roku gmina liczyła 62 mieszkańców.